# Ісламський вплив на західне мистецтво

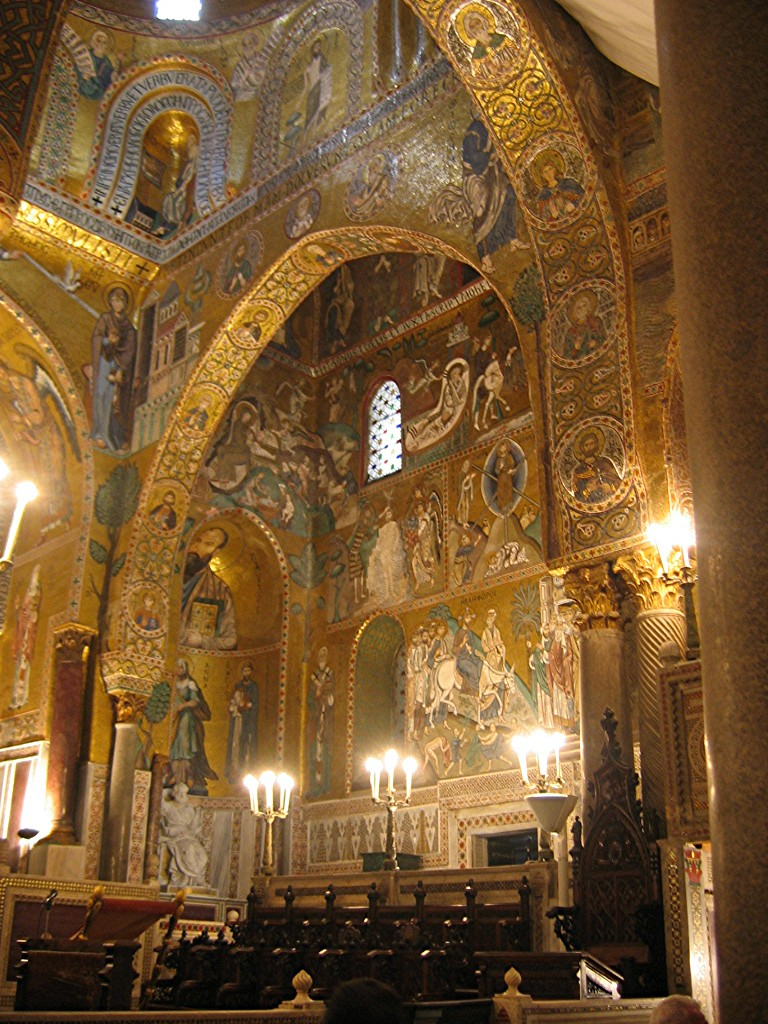
Сарацинські арки і візантійські мозаїки доповнюють один одного в Палатинській капелі, Сицилія.

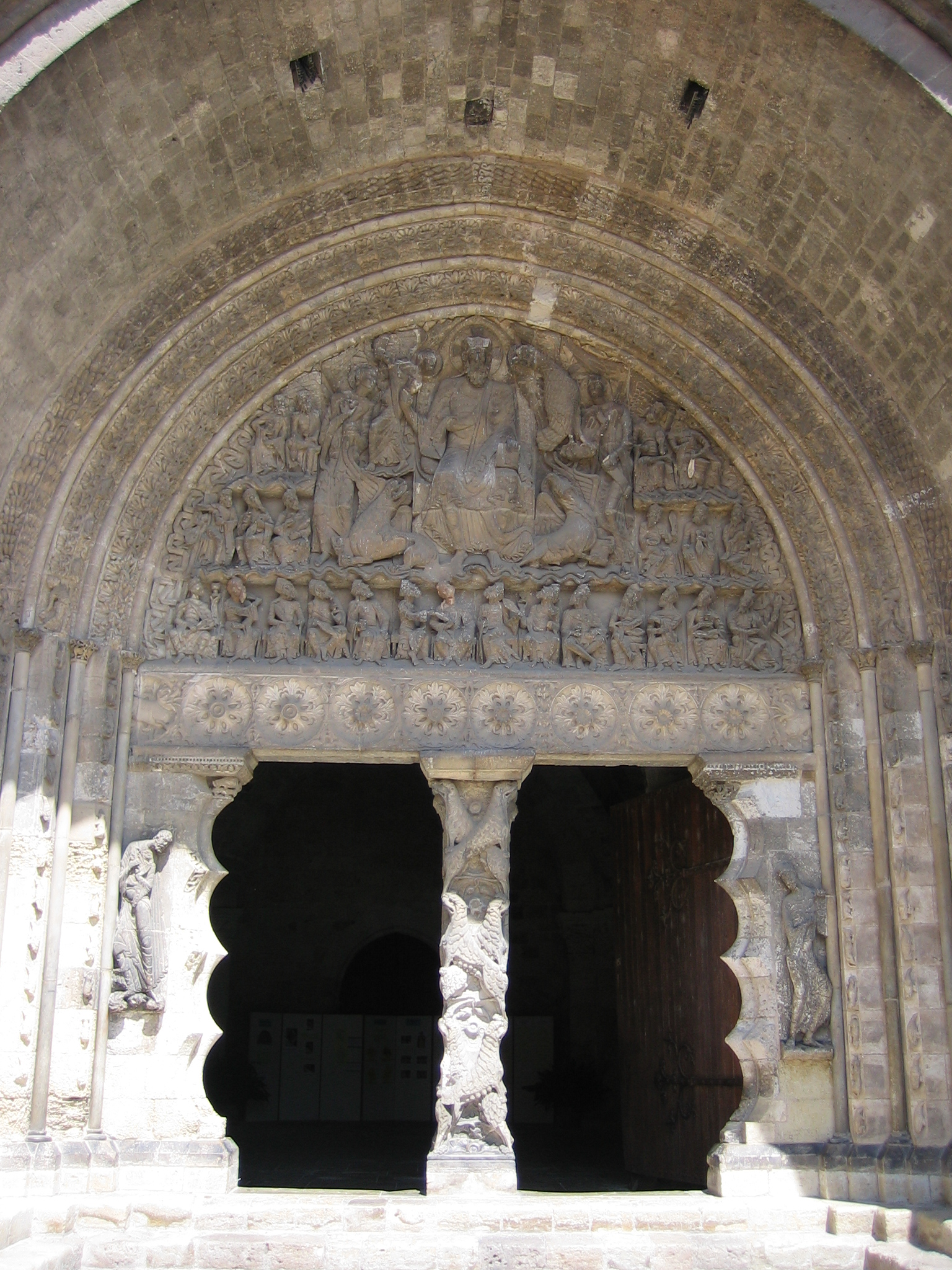
Романський портал Муассаку.

Ісламський вплив на західне мистецтво — вплив ісламського мистецтва, художньої продукції ісламського світу з 8 по 19 століття, на християнське мистецтво. В цей період кордон між християнським світом та ісламським світом сильно змінювався, що в деяких випадках мало наслідком обмін населенням і відповідними художніми практиками і техніками. Крім того, дві цивілізації мали регулярні відносини шляхом дипломатії і торгівлі, що сприяло культурному обміну. Ісламське мистецтво охоплює широкий спектр засобів вираження, у тому числі каліграфію, ілюміновані рукописи, текстиль, кераміку, роботи по металу і склу, і стосується до мистецтва мусульманських країн на Близькому Сході, у мусульманській Іспанії і Північній Африці, хоча не завжди мусульманських художників та ремісників. Скляне виробництва, наприклад, залишалось єврейською спеціальністю протягом всього періоду, а християнське мистецтво, як в Коптському Єгипті, продовжувалось, особливо у більш ранніх століттях, зберігаючи якісь контакти з Європою.
Ісламське декоративне мистецтво високо цінувалось і імпортувалось в Європу протягом усього Середньовіччя; в основному через несподівані випадки виживання, більшість збережених прикладів є тими, які були у володінні церкви. У ранньому періоді текстилі були особливо важливі, використовувались для церковного одягу, плащаниць, завіс і одягу для еліти. Ісламській кераміці повсякденної якості все одно надавалась перевага у порівнянні з європейськими товарами. Оскільки орнамент в основному був декоративний або містив невеликі сцени полювання тощо, а написи не зрозумілі, ісламські об'єкти не ображали християнські почуття.
У перші століття ісламу найбільш важливими точками дотику між латинським Заходом і ісламським світом, з художньої точки зору, були Південна Італія і Сицилія та Піренейський півострів, в обох з яких було значуще мусульманське населення. Пізніше італійські морські республіки були важливі в торгівлі творами мистецтва. У хрестових походах ісламське мистецтво, здається, мало порівняно невеликий вплив навіть на мистецтво Держав хрестоносців, хоча воно, можливо, стимулювало прагнення до імпорту ісламських товарів серед хрестоносців, які поверталися в Європу.
Численні прийоми з ісламського мистецтва лягли в основу мистецтва нормано-арабо-візантійської культури Норманської Сицилії, більша частина якого використовувала мусульманських художників та майстрів, які працювали у стилі своєї традиції. Техніки включали вставки у мозаїку або метали, різьблення по слоновій кістці або порфіру, скульптури з твердих каменів і литі предмети з бронзи. В Іберії мозарабське мистецтво та архітектура християнського населення, що жило під владою мусульман, переважно залишалось дуже християнським, але мало ісламський вплив. Після Реконкісти стилі Мудехар, створені мусульманськими або мориськими митцями під християнським правлінням, показувало значний чіткий ісламський вплив.

## Середньовіччя

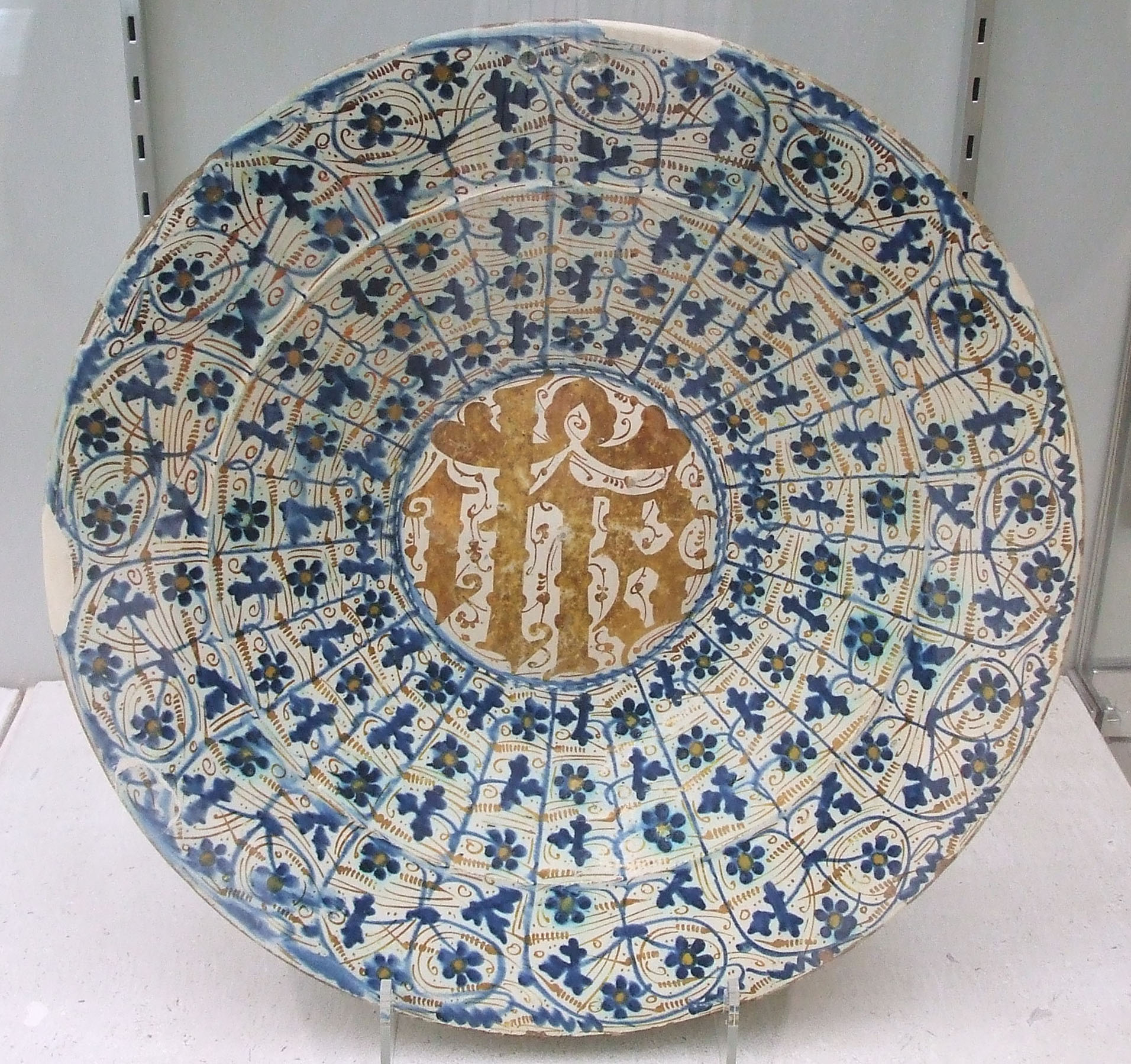
Іспано-Мавританські блюдо, діаметр бл. 32 см, з християнської монограмою «IHS», прикрашене кобальтом синім і золотим блиском, Валенсія, бл.1430-1500.

Ісламське мистецтво стосується багатьох мистецьких засобів, включно з каліграфією, ілюмінованими манускриптами, текстилем, керамікою, роботою по металу і склу, та охоплює мистецтво мусульманських країн того періоду на Близькому Сході, Північній Африці та ісламській Іспанії, однак самі митці не завжди були мусульманами. Так, виробництво скла протягом всього періоду залишалось єврейською спеціалізацією, а у Єгипті продовжувалось християнське коптське мистецтво, особливо протягом перших сторіч, коли воно підтримувало контакти з Європою. У ісламському мистецтві виділяють ранню стадію формування (бл. 600—900 рр.) та розвиток регіональних стилів починаючи з 900 року. Для раннього ісламського мистецтва характерним було використання майстрів мозаїки та скульпторів, тренованих у візантійській та коптській традиціях. Замість фресок, ісламське мистецтво використовувало розфарбовані кахлі (найранніший приклад — з 862-3 у мечеті Укба в Кайруані, сучасний Туніс), що також поширилось на Європу. На думку Джона Раскіна, Палац дожів у Венеції містить «три елементи у рівних пропорціях  — римський, лангобардський та арабський. Це центральна будівля світу. … історія готичної архітектури — це історія набуття північними роботами витонченості та духовності під її впливом».
В різні періоди ісламські правителі контролювали частини південної Італії, більшість сучасних Іспанії та Португалії, і Балкани, на всіх з них залишалась значна частина християнського населення. Християнське хрестоносці схоже правили мусульманським населенням. Мистецтво хрестоносців є переважно гібридом католицького та візантійського стилів з деяким ісламським впливом, а от мозарабське мистецтво християн Аль-Андалусу має суттєвий вплив ісламського мистецтва. Ісламський вплив модна прослідкувати і в основних стилях середньовічного західного мистецтва, наприклад у романському порталі в Муассаку (південна Франція), на якому видно декоративні елементи (фігурні елементи дверного отвору, круглі прикраси на перемичці над ним), а також скульптуру «Христа Величного» (лат. Maiestas Domini), оточеного музикантами, яка стане поширеною сценою західних зображень Раю, але ймовірно запозичена з зображень ісламських правителів у їх дивані. Для ісламського мистецтва, на відміну від більшості західного, були більш важливі каліграфія, орнамент та декоративно-прикладне мистецтво.
Андалузійська (або іспано-маврська) кераміка була вперше вироблена у Аль-Андалусі, але вважається, що мусульманські гончарі пізніше мігрували до території християнської Валенсії, де вони виробляли товари, які експортувалися до християнських еліт по всій Європі; інші види ісламських предметів розкоші, в першу чергу шовкові текстилі та килими, надходили з в цілому багатшого східного ісламського світу (хоча ісламські торгові канали в Європу на захід від Нілу багатшими не були), а багато з них проходили через Венецію. Однак, більшість предметів розкоші королівських дворів, такі як шовк, слонова кістка, дорогоцінні камені, імпортувались в Європу у незавершеній формі, а кінцевий продукт з них створювали місцеві середньовічні митці на своє власне уявлення про «східні» товари. Як правило, «східні» предмети мистецтва не мали зображень релігійних сцен та були прикрашені орнаментом, і тому легко сприймались заходом, а наприкінці Середньовіччя була мода на псевдо-куфічну імітацію арабського письма, яка у західному мистецтві використовувалась з декоративною метою..

### Декоративно-прикладне мистецтво

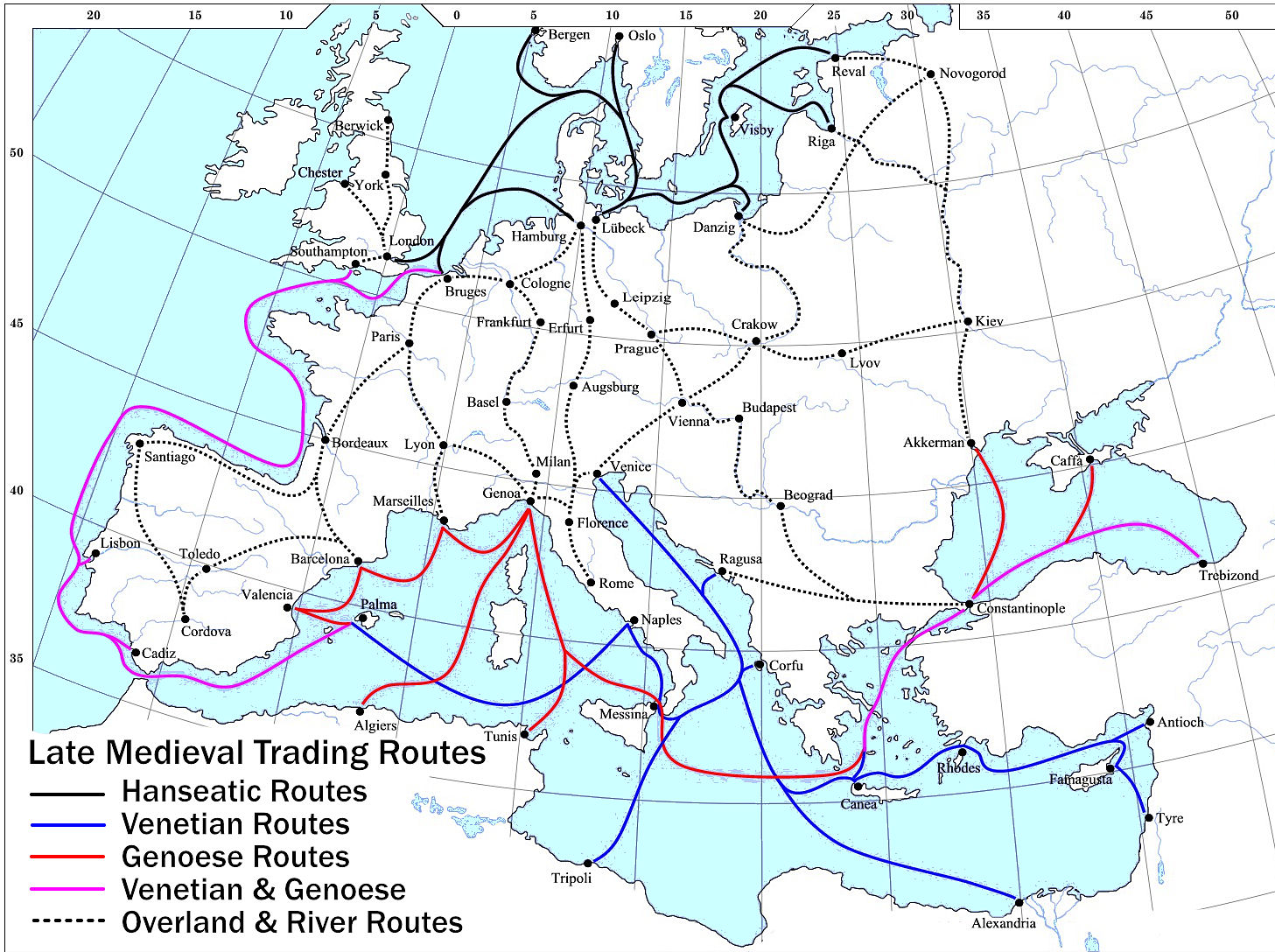
На карті показані основні торгові шляхи Європи Пізнього Середньовіччя.

У Середньовіччі до є Європи була привезена велика кількість рухомих об'єктів різних видів декоративно-прикладного мистецтва ісламського світу, в основному через Італію, і насамперед Венецію. У багатьох територіях товари європейського виробництва не могли відповідати якості товарів ісламської і візантійської роботи майже до кінця Середньовіччя. Розкішні тканини широко використовувались для одягу і драпіровок, а також, на щастя для історії мистецтва, часто як саван для поховання важливих персон. Саме так вціліла більшість відомих прикладів. Візантійський шовк був під впливом сасанідських текстилів, а ісламський шовк — під впливом їх обох, так що важко сказати текстилі якої культури зробили найбільший вплив на «Тканину Св. Гереона», великий гобелен, який є  найбільш раннім та важливим з відомих європейських наслідувань східної роботи (та другим за віком збереженим середньовічним західним текстилем — 11 ст.). Європейські, особливо італійські, тканини поступово наздогнали за якістю східний імпорт і перейняли багато елементів їх дизайну.
Візантійська кераміка високої якості не вироблялась, оскільки візантійська еліта надавала перевагу срібним предметам. В ісламі ж було багато hadithic заборон на харчування зі столових предметів з дорогоцінного металу, і в ісламському світі створили безліч видів тонкої кераміки, часто під впливом китайської порцеляни, яка мала найвищий статус серед самої ісламської еліти — ісламський світ почав виробляти порцелянову тільки в сучасний період. Багато ісламської кераміки було завезено в Європу, а посуд («bacini») — навіть в ісламський Аль-Андалуз в 13 столітті, в Гранаду і Малагу, які більшість власної продукції вже експортували в християнські країни. Багато гончарів мігрували в район Валенсії, давно відвойований християнами, і виробництво тут перевищило Аль-Андалуз. На стилі декору поступово більше стала впливати Європа, а з 15-го століття італійці також почали виробляти люстрову кераміку, іноді з використанням ісламських форм, як альбарелло. Форми металевих предметів, такі як зооморфні глечики під назвою акваманіле і бронзові ступки були також запозичені з ісламського світу.

### Мистецтво мудехар в Іспанії
Стиль мудехар — стиль під впливом ісламського мистецтва, який існував з 12 до 16 століття в християнських королівствах Піренейського півострова. Він є наслідком взаємодії між мусульманським, християнським та єврейським населенням у середньовічній Іспанії. Складне декорування, типове для стилю мудехар, зробило внесок у розвиток пізнішого стилю платереско в іспанській архітектурі, в поєднанні з елементами пізньої готики і раннього Відродження.

### Псевдо-куфічне письмо

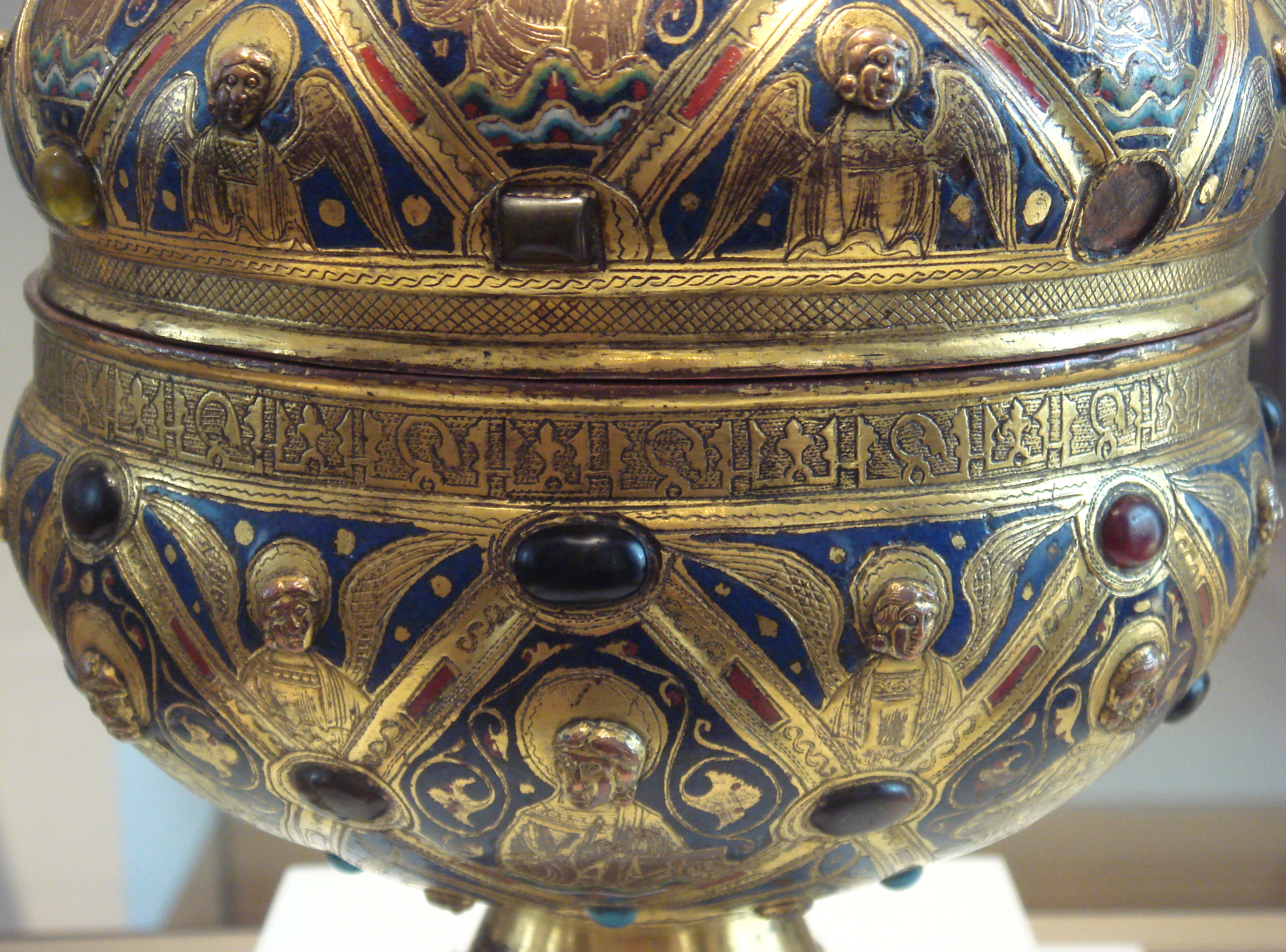
дароносиця майстра Альпе, край якої має вигравірувану арабську в'язь, Лімож, Франція, 1215-30. Лувр МРР 98.

Арабський куфічний шрифт часто імітували на Заході в період Середньовіччя і епоху Відродження, щоб утворити те, що відомо як псевдо-куфічне письмо: «імітацію арабської мови в європейському мистецтві часто називають псевдо-куфічним письмом, запозичивши термін для арабського шрифта, який підкреслює прямі і кутові рухи, і найбільш часто використовується в ісламському оздобленні архітектури». Численні випадки псевдо-куфічного письма відомі в європейському релігійному живописі 10-15 століття. Псевдо-куфічне письмо використовувалось для написів або як декоративні елементи на тканинах, релігійних німбах або рамах. Багато разків можна побачити на картинах Джотто.
Серед інших прикладів такого використання: край сень майстра Альпе в Луврі;  чаша Санто-Домінго-де-силос, її оздоблення також включає арки у формі підкови під ісламським натхненням.

### Архітектура

#### Арабо-норманська культура Сицилії
Християнські будівлі, такі, як Палатинська Капела в Палермо, Сицилія, включають ісламські елементи, ймовірно зазвичай створені місцевими мусульманськими ремісниками, які працювали у своїх власних традиціях. Стеля в капелі, з дерев'яним арками склепіння і позолоченими статуетками, має близькі паралелі з ісламськими будівлями у Фесі і Фустаті, і відображають методику мукарн (сталактит) для підкреслення об'ємних елементів
Арка-діафрагма пізньоантичного походження широко використовувалась в ісламській архітектурі і можливо поширилися з Іспанії до Франції.

#### «Стиль сарацинів»

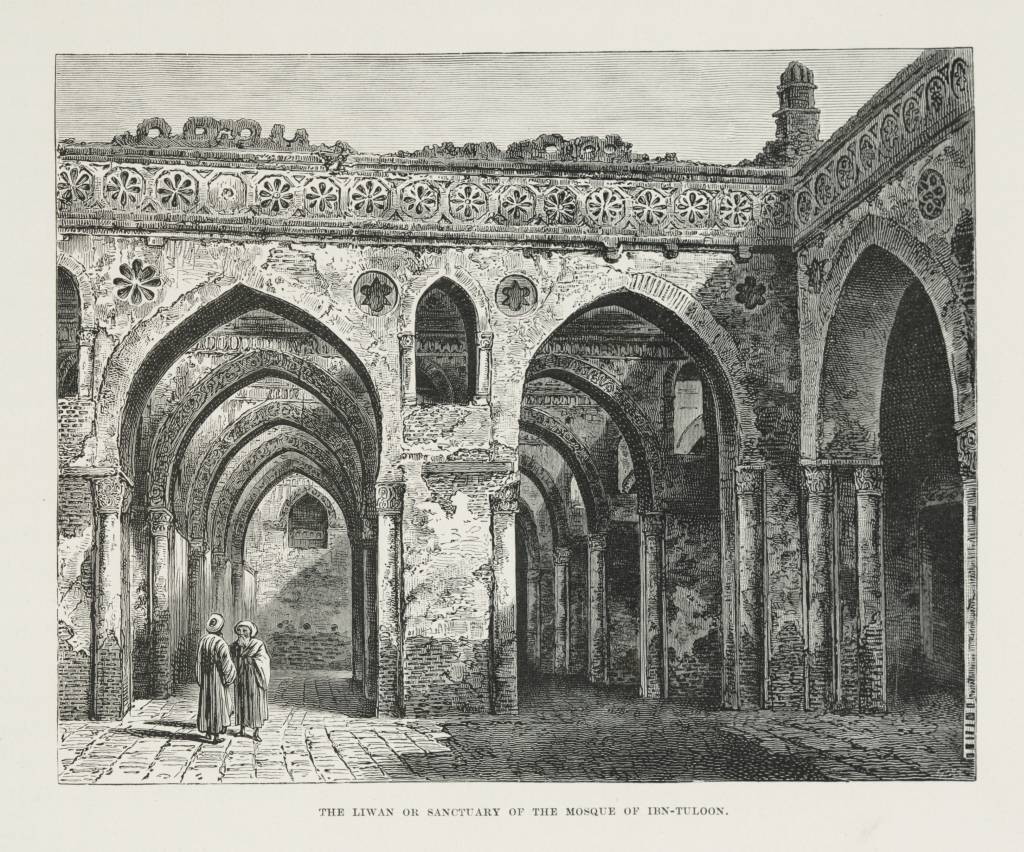
Ліван або святилище мечеті Ібн-Тулуна (1878)

Науковці 18–19 століття, які, як правило, надавали перевагу класичному мистецтву, не любили те, що вони бачили як «розлад» Готики та бачили подібності між готичною та ісламською архітектурою. Вони часто завищували вплив останньої та вважали, що готичне мистецтво повністю виникло в ісламському мистецтві мечетей, навіть назвавши його «сарацинським». Вільям Джон Гамільтон прокоментував пам'ятники сельджуків в Конья: «чим більше я бачив це своєрідний стиль, тим більше я переконувався у тому, що готика була виведена з нього, з певним додаванням візантійського (…); походження цього готично-сарацинського стилю може бути простежене до манер і звичок сарацинів». Англійський історик Томас Уортон 18-го ст. резюмував:
"Ознаки, які становлять характер готичної чи сарацинської архітектури, є її численні та виразні контрфорси, її високі шпилі та пінаклі, її великі вікна з перетинками, її орнаментальні ніші або навіси, її скульптури святих, делікатне мереживо її черепичного даху та вибух орнаментів, розкиданих по всій будівлі: але її специфічними відмінними характеристиками є маленькі скупчені колони і стрілчасті арки, утворені сегментами двох кіл, що перетинаються"— Томас Вортон "Essays on Gothic architecture"

#### Стрілчаста арка

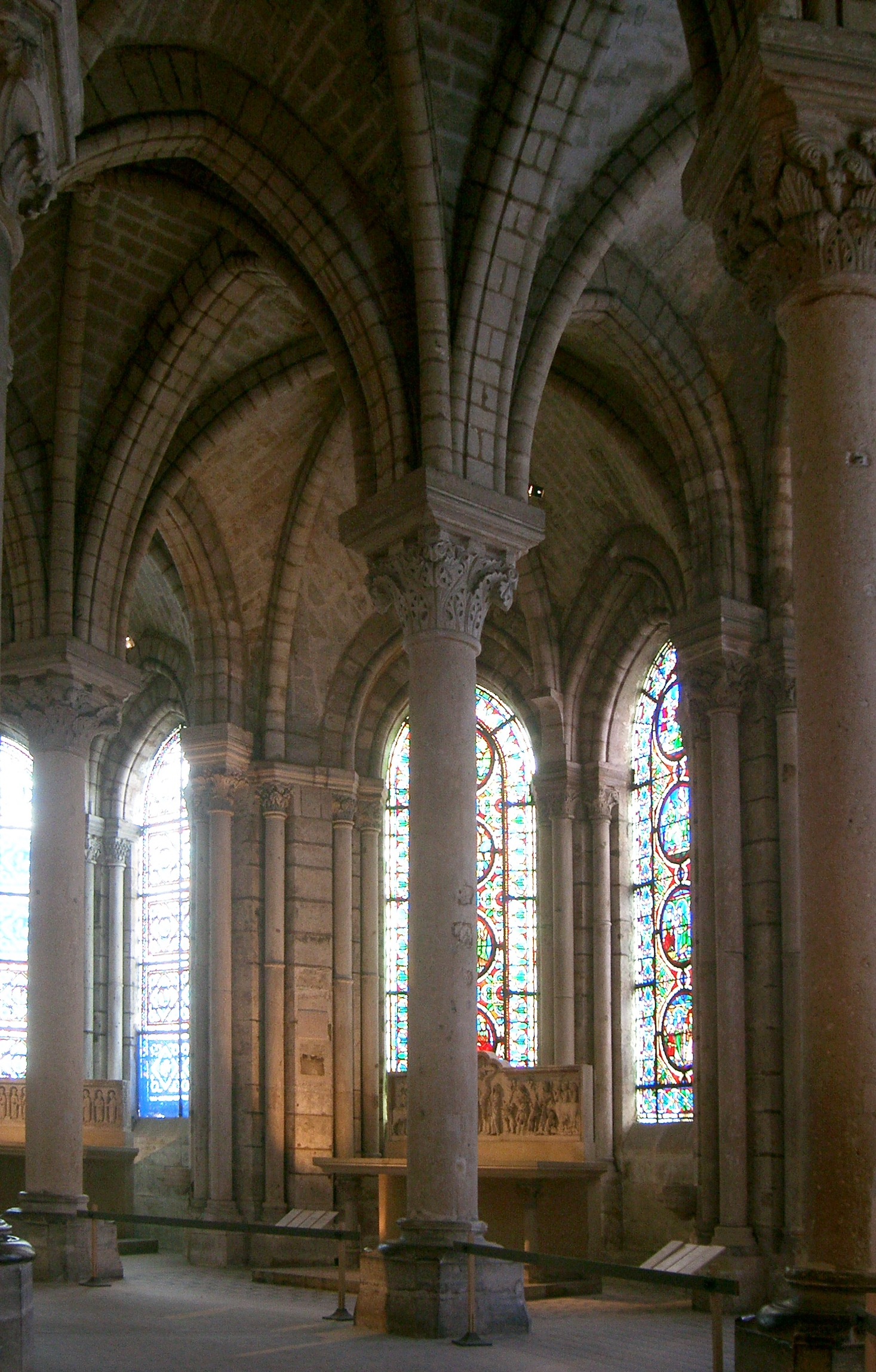
Амбулаторія базиліки Сен-Дені, витоку готичної архітектури у Франції. Фасад і хор 1135-44 рр., неф з 1231 року.

Стрілчаста арка виникла у Візантійській та Сасанідській імперіях, де вона в основному з'являється у ранніх християнських церковних будівлях, хоча інженерні споруди, такі як візантійський міст Карамагара, також показували її повний розвиток на ранніх стадіях. Пріоритет візантійців у її використанні також підтверджується дещо стрілчастими прикладами в церкві Сант-Апполінаре-ін-Классе, Равенна, і церкві Святої Ірини, Константинополь. Стрілчаста арка згодом була запозичена і широко використовувалась мусульманськими архітекторами, ставши характерною аркою ісламської архітектури. За словами Боні, на Європу вона поширилася з ісламських країн, можливо через Сицилію, тоді під ісламським правлінням, а звідти до Амальфі в Італії, до кінця 11-го століття. Стрілчаста арка знижувала архітектурне навантаження приблизно на 20 % і, отже, мала практичні переваги перед напівкруглими романськими арками для будівництва великих споруд.
Олег Грабар вважає малоймовірним неконкретне припущення, що троянда, можливо, має ісламське походження: «Хоча це не можна виключати з чисто хронологічних ознак (оскільки його найбільш ранній відомий зразок знаходиться у палаці Омеядів у Кірбат-аль-Мафьяр, цей висновок здається мені дуже підозрілим… те, що обидві культури часто розвивались за майже одним „треком“ додатково підтверджується візуальною і естетичною схожістю між орнаментальною цінністю „палаючих“ склепінь і ісламським архітектурним оздобленням. Не дуже ймовірно, що безпосередній вплив один на одного може бути доведено, і ми, безумовно, маємо справу з паралельними зростанням».
Окрім ісламських впливів, готичне мистецтво також отримало допомогу від інших впливів, таких як давньоримські архітектурні прийоми.

## Ісламські елементи в мистецтві епохи Відродження

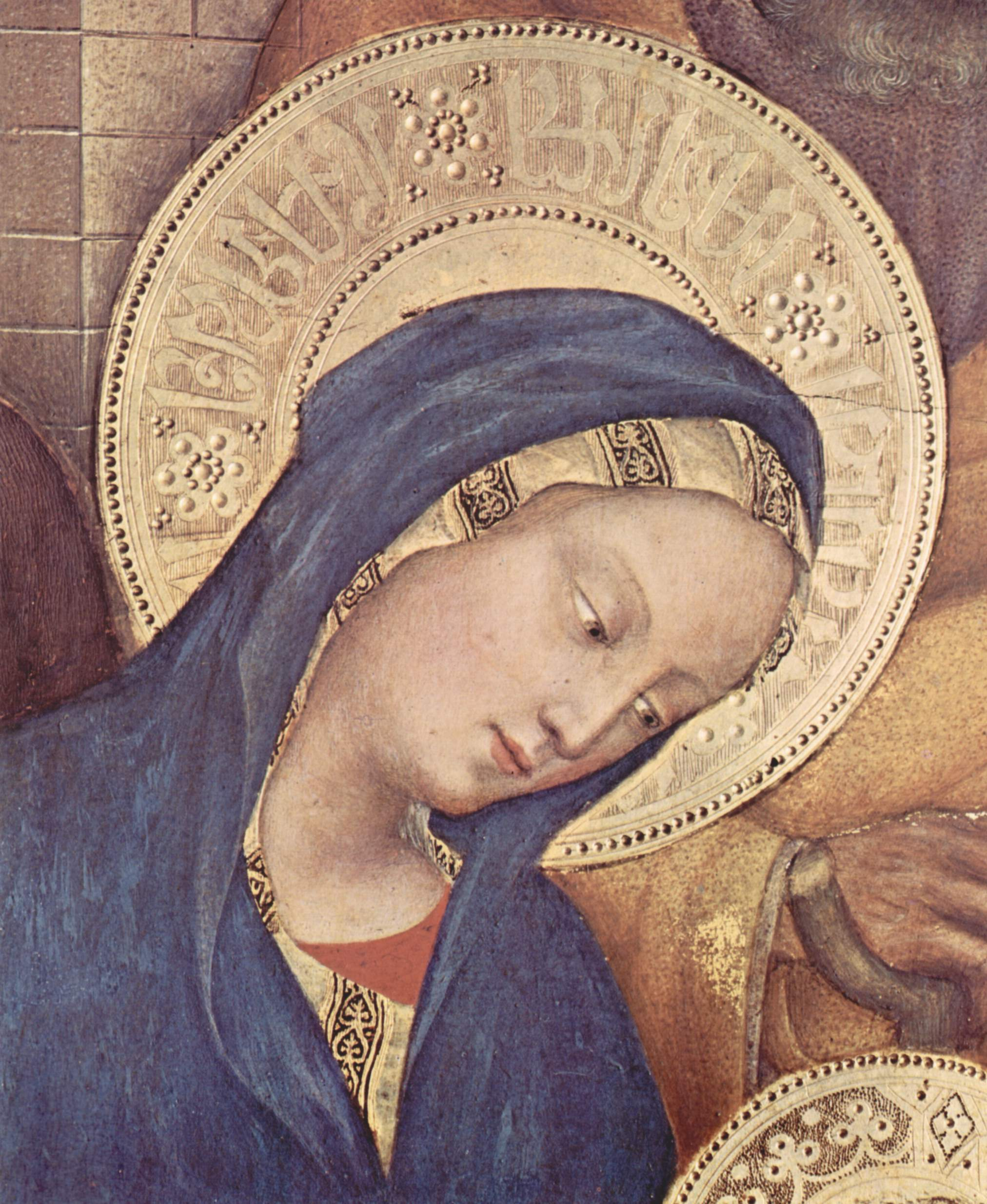
Псевдо-куфічне письмо на німбі Діви Марії, деталь «Поклоніння волхвів» (1423), роботи Джентіле да Фабріано. Письмо додатково поділене розетами, схожі на розети з Мамлюкських блюд.

### Псевдо-куфічне письмо
Псевдо-куфічне письмо — декоративний мотив, що нагадує куфічний шрифт і присутній на багатьох італійських картинах епохи Відродження. Точна причина включення псевдо-куфічного письма у роботи раннього Відродження незрозуміла. Схоже, що західні люди помилково вважали близькосхідні шрифти 13–14 століття ідентичними шрифтам часів Ісуса, і, таким чином, вважали природним показувати ранніх християн в асоціації з ними: «в мистецтві Відродження, псевдо-куфічне письмо використовувалось для того, щоб прикрашати костюми старозавітних героїв, таких як Давид». Мак пропонує іншу гіпотезу:
Можливо вони позначали уявлення про універсальність віри, мистецький намір, який узгоджувався з сучасною їм міжнародною програмою церкви.

### Східні килими

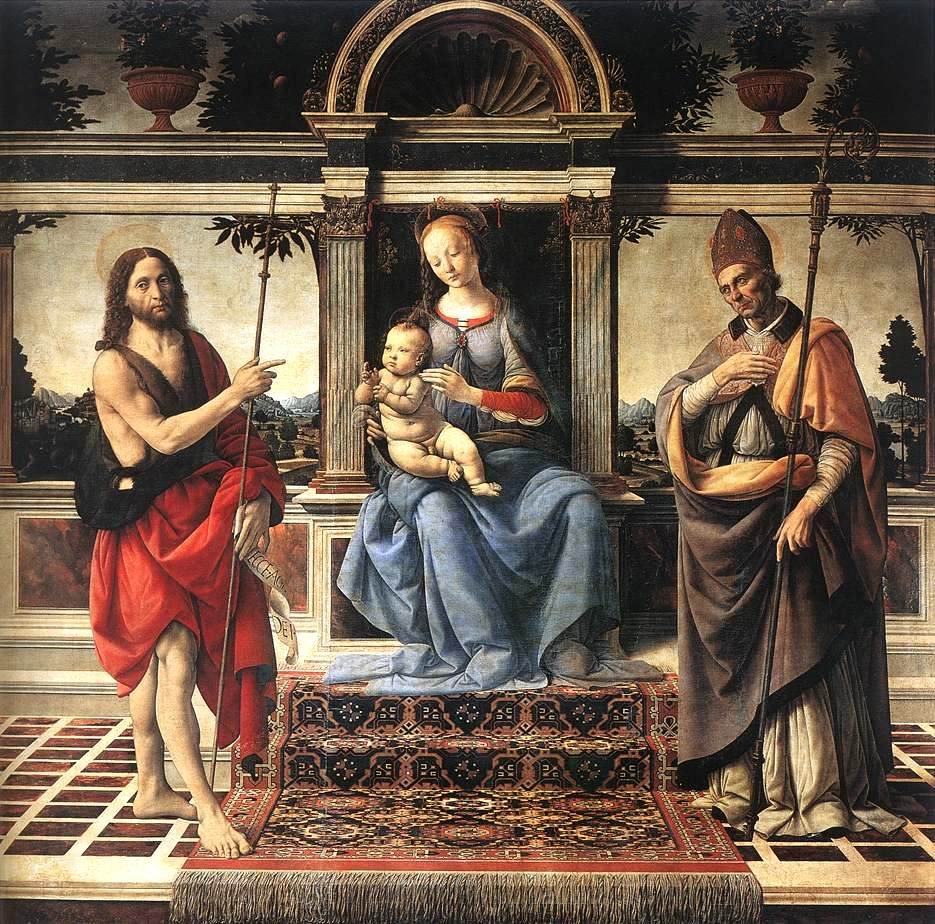
«Мадонна з Іоанном Хрестителем і Донатусом» роботи Верроккьо, 1475—1483 рр., з гольбейнським ісламським килимом дрібного орнаменту біля її ніг.

Килими близькосхідного походження, з Османської імперії, Левант або Мамлюкської держави Єгипту і Північної Африки, використовувались як важливі декоративні елементи в живописі з 13-го століття, і особливо в релігійному живописі, починаючи з Середньовіччя і аж до епохи Відродження.
Такі килими часто інтегровані в християнські образи як символи розкоші і статусу близькосхідного походження, і разом з псевдо-куфічним письмом є цікавим прикладом інтеграції східних елементів у європейській живопис.

### Ісламські костюми

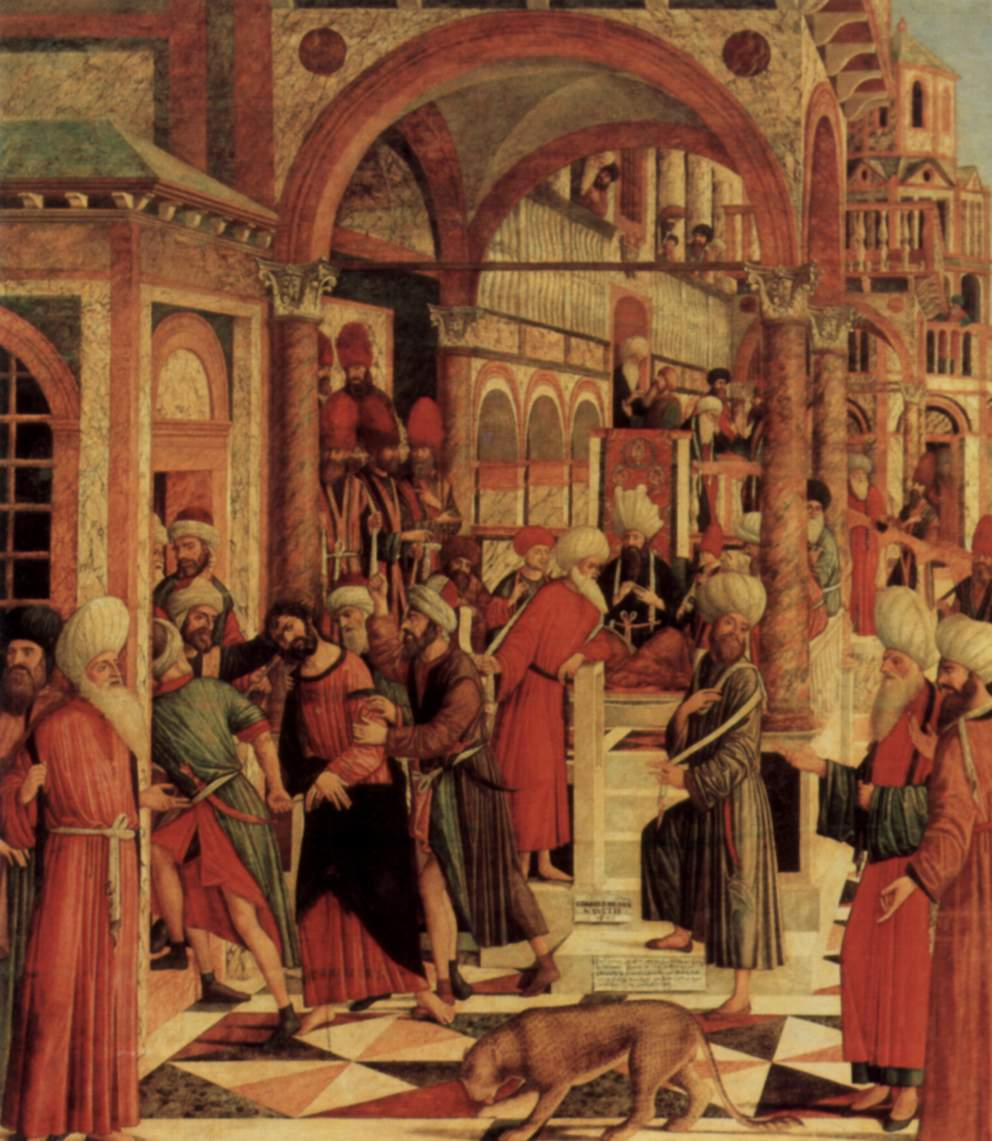
Мамлюки 15-го ст. зображені на картині «арешт Святого Марка з синагоги», Джованні ді Нікколо Мансуеті, 1499 р.

Ісламська персони та костюми нерідко надавали контекстне тло для опису євангельської сцени. Це було особливо помітно в ряді венеціанських картин, в яких персонажі з сучасної їм Сирії, Палестини, Єгипту і особливо Мамлюк анахронічно застосовані у картинах з описом біблійних ситуацій. Яскравим прикладом є «Арешту Святого Марка з синагоги» роботи Джованні ді Нікколо Мансуеті кінця 15-го ст., яка дуже точно описує сучасних митцю (15 століття) александрійських мамлюків, які арештовують Святого Марка в історичному оточенні 1-го століття н. е. Інший приклад — картина Джентіле Белліні «Святий Марко проповідує в Олександрії».

### Орнамент
Західний стиль орнаменту, заснований на ісламських арабесках, розвинувся починаючи з кінця 15 століття у Венеція; він був названий або мориськими або західними арабесками (термін, що має складну історію). Він був використаний для різних видів декоративно-прикладного мистецтва, а особливо довго проіснував у дизайні книг і палітурок, де маленькі мотиви в цьому стилі продовжують використовуватися консервативними дизайнерами книг донині. Його видно в золотому тисненні на обкладинках, межах ілюстрацій і орнаментах видавника для декорування порожніх місць на сторінці. У даній області техніки золотого тиснення теж приїхали в 15 столітті з ісламського світу, як втім і велика частина шкір імпортувалась звідти.
Як і інші стилі орнаментів Відродження, він поширювався орнаментними принтами, які закуповувались як зразки майстрами різних професій. Петер Фурхрінг, провідний фахівець в області історії орнаменту, говорить, що:
Орнамент відомий як мориський в п'ятнадцятому і шістнадцятому століттях (але тепер частіше називаний арабескою) характеризується роздвоєними сувоями, складеними гілками, що утворюють візерунки переплетеного листя. Ці основні мотиви породили безліч варіантів, наприклад, де гілки, що як правило мають лінійний характер, були перетворені в стрічки або ремінці… Характерною для мориску, який по суті своїй є поверхневим орнаментом, є неможливість знайти початок або кінець патерну. … З'явившись на Близькому Сході, вони були запозичені в континентальну Європу через Італію та Іспанію … Італійські приклади такого орнаменту, який часто використовували для обкладинок книг і вишивки, відомі вже з кінця XV століття.
Складні обкладинки книг з ісламськими орнаментами можна побачити в релігійному живописі. У картині Андреа Мантенья «Святий Іван Хреститель і Зенон», Іван Хреститель і Зенон тримають вишукані книги з обкладинками, які містять центральні зображення у стилі мамлюків, типу, який також використовується в сучасній італійській палітурці.

## Нотатки та примітки

### Пояснювальні нотатки
1. ↑  Muriel Barbier. Master Alpais' ciborium – Master G. ALPAIS – Decorative Arts. Louvre museum website. Архів оригіналу за 15 червня 2011. Процитовано 3 липня 2016. [Архівовано 2011-06-15 у Wayback Machine.]
2. ↑  The Chalice of Santo Domingo de Silos. Qantara. Архів оригіналу за 29 травня 2016. Процитовано 3 липня 2016.
3. ↑  Ebers, Georg. «Egypt: Descriptive, Historical, and Picturesque.» Volume 1. Cassell & Company, Limited: New York, 1878. p 213
4. ↑  William John Hamilton (1842) Researches in Asia Minor, Pontus and Armenia p.206 [Архівовано 3 грудня 2021 у Wayback Machine.]
5. ↑  Thomas Warton (1802), Essays on Gothic architecture p.14 [Архівовано 9 жовтня 2021 у Wayback Machine.]